# Apatania tsudai
Apatania tsudai là một loài Trichoptera trong họ Apataniidae. Chúng phân bố ở miền Cổ bắc.